# Poroderma
Poroderma is een geslacht van kathaaien (Scyliorhinidae). Het geslacht kent twee soorten.

## Soorten
- Poroderma africanum (Gmelin, 1789) – Gestreepte kathaai
- Poroderma pantherinum (Müller & Henle, 1838) – Panterkathaai

Apristurus · Asymbolus · Atelomycterus · Aulohalaelurus · Bythaelurus · Cephaloscyllium · Cephalurus · Galeus · Halaelurus · Haploblepharus · Holohalaelurus · Parmaturus · Pentanchus · Poroderma · Schroederichthys · Scyliorhinus